# Alí Hašíša
Mohamed Alí Hašíša nebo Mohamed Ali Hachicha (*1939) je bývalý tuniský zápasník–judista. V roce 1964 se jako jediný zástupce afrického kontinentu účastnil olympijských her v Tokiu v kategorii bez rozdílu vah. V základní skupině na své soupeře nestačil. Později reprezentoval Tunisko na mistrovství světa v roce 1967 a 1969.